# Palazzo Arcivescovile (Neapel)

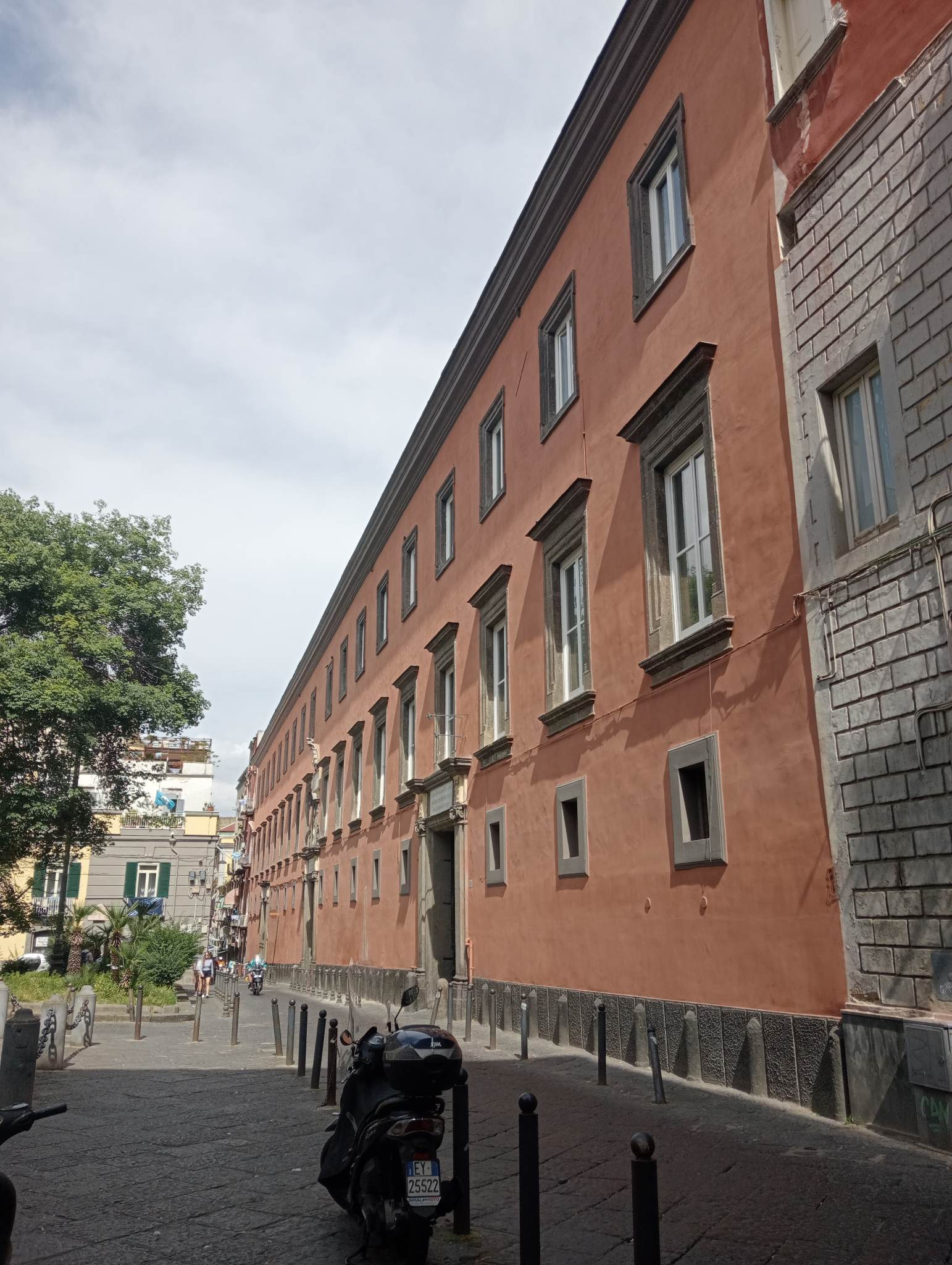
Erzbischöflicher Palast in Neapel: Fassade zum Largo Donnaregina.

Der Palazzo Arcivescovile (dt.: Erzbischöflicher Palast) ist ein Palast aus dem 14. Jahrhundert im Viertel San Lorenzo von Neapel in der italienischen Region Kampanien. Er liegt neben dem Dom am Largo Donnaregina, 22–23.

## Geschichte und Beschreibung
Der Palast wurde Ende des 14. Jahrhunderts im Auftrag von Kardinal Enrico Minutoli errichtet; der Eingang des alten Palastes lag in der Via Sedil Capuano. Dieser alte Palast wurde auf den Ruinen einer frühchristlichen Basilika erbaut, von der der Quattroportikus (Innenhof mit Vorhallen an allen vier Seiten) bei kürzlichen Grabungsarbeiten entdeckt wurde.

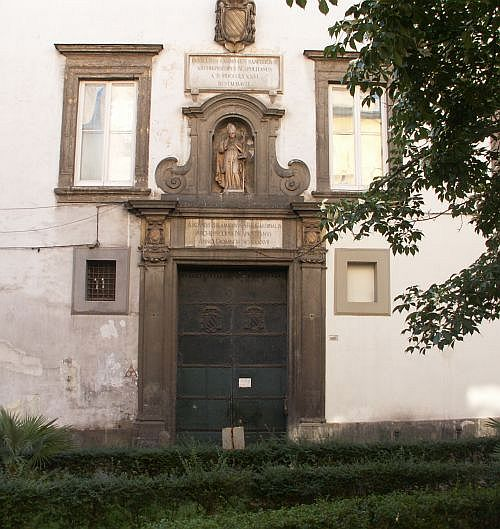
Portal zum erzbischöflichen Palast

Das heutige Aussehen des Palastes ist das Ergebnis von Umbauarbeiten, die Kardinal Decio Carafa im 17. Jahrhundert durchführen ließ. Gegen Mitte desselben Jahrhunderts betraute der Kardinal Ascanio Filomarino den Architekten Frà Bonaventura Presti aus Bologna mit den Restaurierungs- und Erweiterungsarbeiten, in deren Verlauf der Palast verlängert und seine Fassade mit den drei Portalen aus Piperno versehen wurde.
Im Inneren gibt es Fresken von Giovanni Lanfranco und Santolo Cirillo, in einem anderen Saal ein Gemälde von Lello da Orvieto. An das linke Portal, das zu den Büros der Kurie führt und über dem eine Statue von Giulio Mencaglia angebracht ist, schließt sich an den Nordeingang des Doms an.
Auf der rechten Seite sieht man architektonische Strukturen aus frühchristlicher Zeit; in der Nähe sind Kalendertafeln aus Marmor aus dem 9. Jahrhundert und Reliefe aus dem 12. Jahrhundert erhalten.